# Acanthosaura
Nhông vảy (Danh pháp khoa học: Acanthosaura) là một chi thằn lằn bản địa được tìm thấy ở vùng Đông Nam Á. Chúng thuộc nhóm động vật bò sát, sinh sống trong những khu rừng ở Đông Nam Á.

## Đặc điểm
Chúng có kích thước trung bình và dài từ 7,5 to 15 inches ở phần lớn các cá thể. Trên lưng và đầu chúng có những cái gai như vảy. Chúng là loài ăn côn trùng và chỉ ăn những con mồi còn sống, thức ăn thông dụng khi nuôi nhốt là dế, giun đất, nhộng tằm, ngài, gián, châu chấu. Chúng là những loài săn mồi theo kiểu mai phục, chúng ngồi chờ con mồi chạy ngang qua rồi đớp lấy. Con cái sẽ đẻ trứng sau 4 tháng khi giao phối. Nhiều loài nhông vảy là thú nuôi độc lạ như loài A. capra ở Hoa Kỳ

## Các loài
- Acanthosaura armata (Gray, 1827) – Trung Quốc, Miến Điện, Thái Lan, Malaysia và Indonesia
- Acanthosaura bintangensis Wood, J. Grismer, L. Grismer, Ahmad, Onn & Bauer, 2009 – Perak, Bán đảo Malaysia
- Acanthosaura brachypoda Ananjeva, Orlov, Nguyen, & Ryabov, 2011 – Việt Nam
- Acanthosaura capra (Günther, 1861) – nhông vảy xanh – Campuchia, Lào và Việt Nam.
- Acanthosaura cardamomensis Wood, J. Grismer, L. Grismer, Neang, Chav & Holden, 2010[2] – Đông Thái Lan và Tây Campuchia
- Acanthosaura coronata Günther, 1861 – Vietnam
- Acanthosaura crucigera (Boulenger, 1885) - Miến Điện, Thái Lan, Việt Nam, Malaysia, và Campuchia
- Acanthosaura lepidogaster (Cuvier, 1829) – nhông vảy nâu – Thái Lan, Việt Nam, Campuchia, Miến Điện, và Trung Quốc
- Acanthosaura nataliae Orlov, Truong & Sang, 2006 – Việt Nam
- Acanthosaura phuketensis Pauwels, Sumontha, Kunya, Nitikul, Samphanthamit, Wood & L. Grismer, 2015 – Tây Nam Thái Lan
- Acanthosaura titiwangsaensis Wood, J. Grismer, L. Grismer, Ahmad, Onn & Bauer, 2009 – Đồi Fraser và cao nguyên Cameron, Pahang, và bán đảo Malaysia